# Premio Louisa Gross Horwitz
Il Premio Louisa Gross Horwitz è un premio assegnato annualmente dalla Columbia University a quel ricercatore che ha compiuto significativi studi nel campo della biochimica e della biologia. Il premio è stato assegnato a partire dal 1967.

## Vincitori
- 1967 Luis Leloir
- 1968 Har Gobind Khorana, Marshall Warren Nirenberg
- 1969 Max Delbrück, Salvador E. Luria
- 1970 Albert Claude, George E. Palade, Keith R. Porter
- 1971 Hugh E. Huxley
- 1972 Stephen W. Kuffler
- 1973 Renato Dulbecco, Harry Eagle, Theodore T. Puck,
- 1974 Boris Ephrussi
- 1975 Sune Bergström, Bengt Samuelsson
- 1976 Seymour Benzer, Charles Yanofsky
- 1977 Michael Heidelberger, Elvin A. Kabat, Henry G. Kunkel
- 1978 David Hubel, Vernon Mountcastle, Torsten Wiesel
- 1979 Walter Gilbert, Frederick Sanger
- 1980 César Milstein
- 1981 Aaron Klug
- 1982 Barbara McClintock, Susumu Tonegawa
- 1983 Stanley Cohen, Viktor Hamburger, Rita Levi-Montalcini
- 1984 Michael S. Brown, Joseph L. Goldstein
- 1985 Donald D. Brown, Mark Ptashne
- 1986 Erwin Neher, Bert Sakmann
- 1987 Günter Blobel
- 1988 Thomas R. Cech, Phillip A. Sharp
- 1989 Alfred G. Gilman, Edwin G. Krebs
- 1990 Stephen Harrison, Michael G. Rossmann, Don C. Wiley
- 1991 Richard R. Ernst, Kurt Wüthrich
- 1992 Christiane Nüsslein-Volhard, Edward B. Lewis
- 1993 Nicole Le Douarin, Donald Metcalf
- 1994 Philippa Marrack, John W. Kappler
- 1995 Leland H. Hartwell
- 1996 Clay M. Armstrong, Bertil Hille
- 1997 Stanley B. Prusiner
- 1998 Arnold J. Levine, Bert Vogelstein
- 1999 Pierre Chambon, Robert Roeder, Robert Tjian
- 2000 H. Robert Horvitz, Stanley J. Korsmeyer
- 2001 Avram Hershko, Alexander Varshavsky
- 2002 James E. Rothman, Randy Schekman
- 2003 Roderick MacKinnon
- 2004 Tony Hunter, Tony Pawson
- 2005 Ada Yonath
- 2006 Roger David Kornberg
- 2007 Joseph G. Gall, Elizabeth Blackburn, Carol W. Greider
- 2008 F. Ulrich Hartl, Arthur Horwich, Rosalind Franklin
- 2009 Victor R. Ambros, Gary Ruvkun
- 2010 Thomas J. Kelly, Bruce Stillman
- 2011 Jeffrey C. Hall, Michael Rosbash e Michael W. Young
- 2012 Richard Losick, Joe Lutkenhaus, Lucy Shapiro
- 2013 Edvard Moser, May-Britt Moser, John O’Keefe
- 2014 James Patrick Allison
- 2015 S. Lawrence Zipursky
- 2016 Howard Cedar, Aharon Razin, Gary Felsenfeld
- 2017 Jeffrey I. Gordon
- 2018 Pierre Chambon, Ronald M. Evans, Bert O’Malley
- 2019 Lewis C. Cantley, David M. Sabatini, Peter K. Vogt
- 2020 Robert Fettiplace, James Hudspeth, Christine Petit
- 2021 Katalin Karikó, Drew Weissman
- 2022 Karl Deisseroth, Peter Hegemann, Gero Miesenböck[3]
- 2023 Zhijian Chen, Glen Barber[4]